# Nossen
Nossen ist eine Kleinstadt im sächsischen Landkreis Meißen. Sie liegt an der Freiberger Mulde und am Autobahndreieck Nossen, welches die A 14 an die A 4 anbindet. Sehenswürdigkeiten sind das auf einem Felssporn gelegene Schloss Nossen sowie das Kloster Altzella.

## Geographie

### Geographische Lage

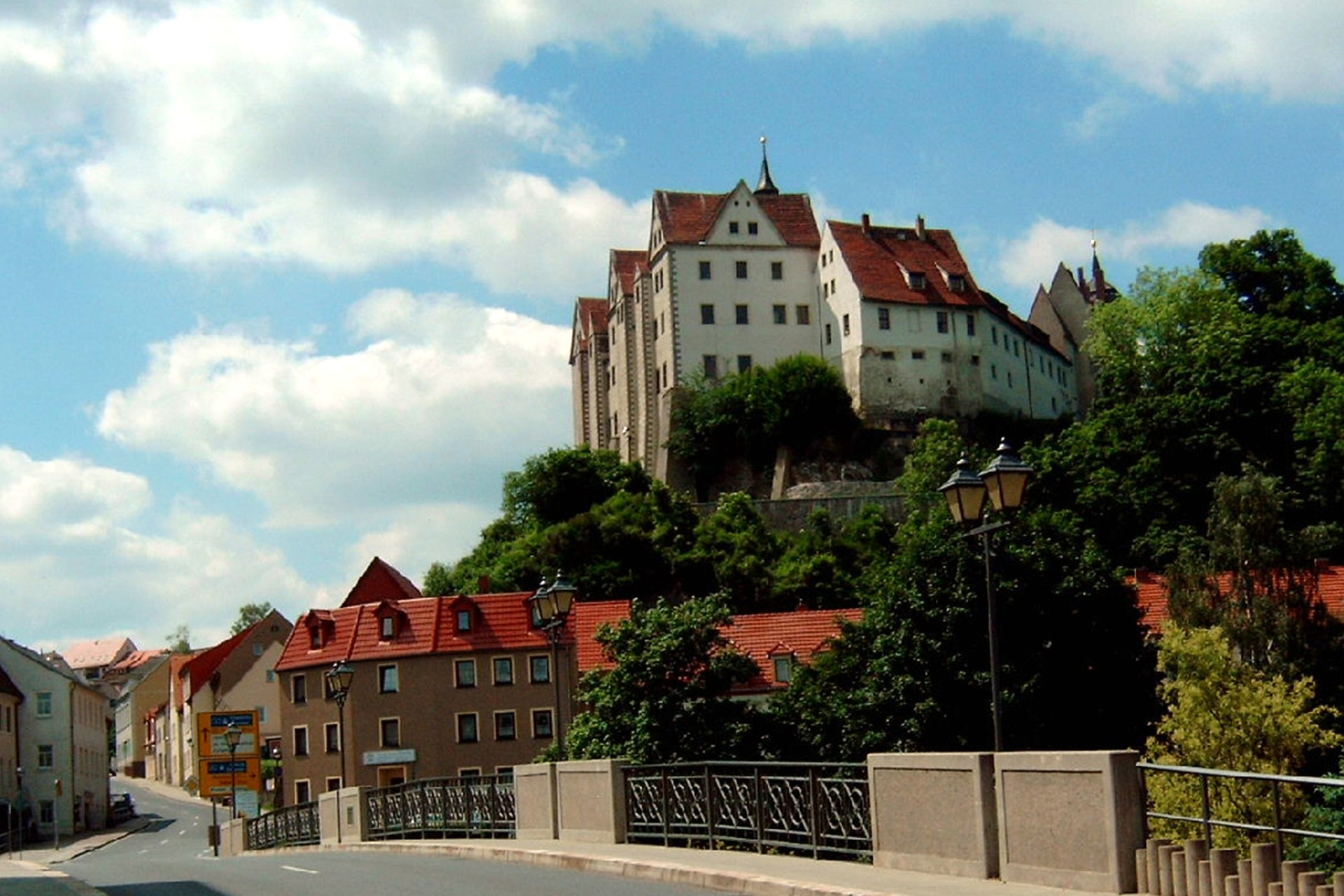
Blick von der Pöppelmann-Brücke über die Freiberger Mulde auf das Schloss Nossen

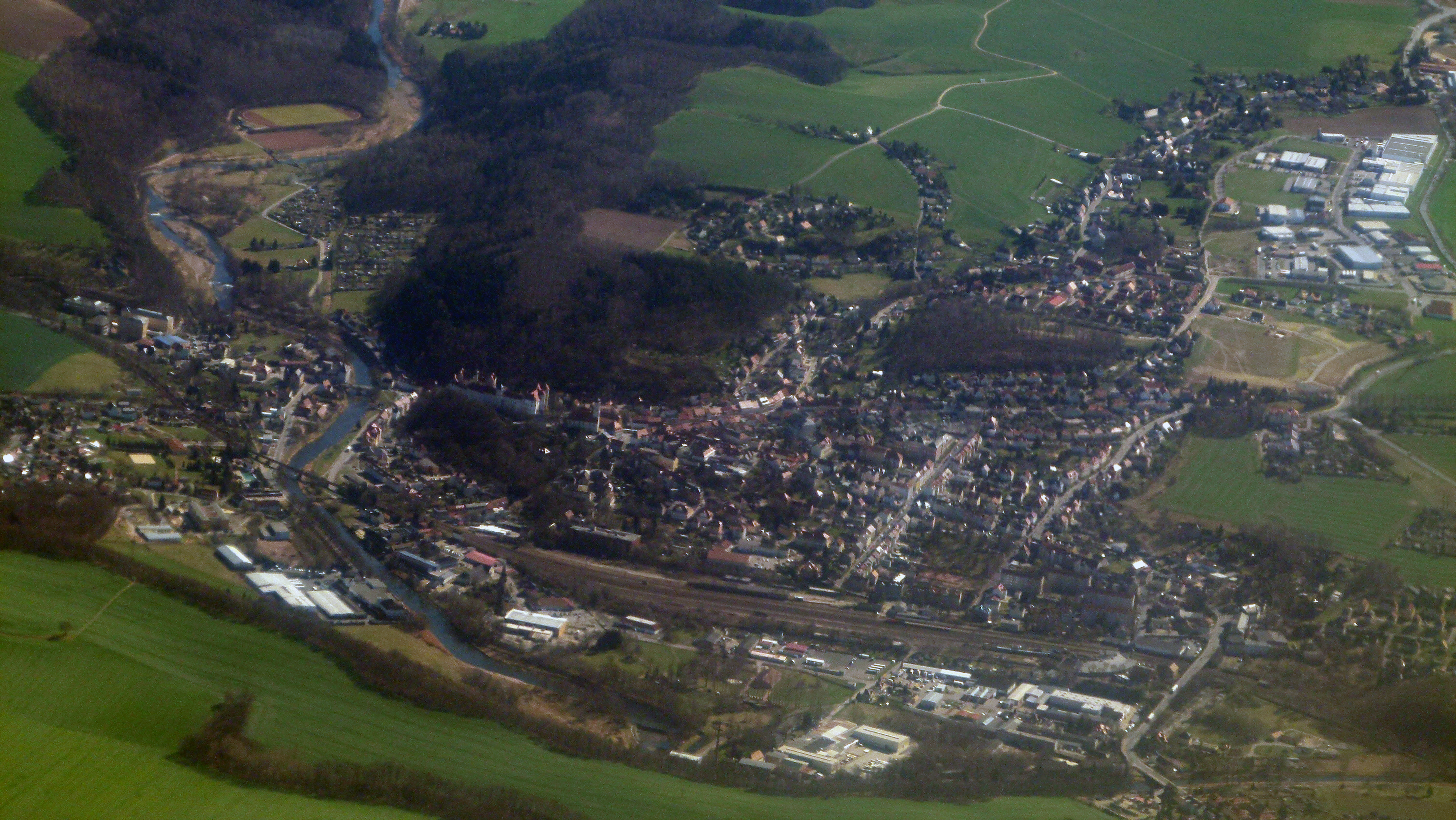
Luftbild von Nossen

Nossen liegt am Südrand des Mittelsächsischen Hügellands, im Erzgebirgsvorland, im Tal und an den Hängen der Freiberger Mulde. Das Rathaus der Stadt liegt 259 m ü. NN hoch. Dresden liegt 31 Kilometer östlich, Chemnitz 36 Kilometer südwestlich und Leipzig 73 Kilometer nordwestlich. Südwestlich liegt der Zellwald, eines der größten sächsischen Waldgebiete als Rest des ehemals das gesamte Erzgebirgsvorland und Erzgebirge bedeckenden Urwaldes. Die nördlichen Ortsteile der ehemaligen Gemeinden Ketzerbachtal und Leuben-Schleinitz gehören zum Naturraum Lommatzscher Pflege.

### Ausdehnung des Stadtgebiets
Die Kernstadt liegt im Tal, begrenzt durch die geomorphologischen Vollformen (von Süden im Uhrzeigersinn) Rodigt, Steinbusch, Pfarrberg, Dechantsberg, Kirschberg, Kronberg, Seminarbastei.

### Nachbargemeinden
Angrenzende Gemeinden sind Döbeln, Roßwein, Großschirma, Reinsberg und Striegistal im Landkreis Mittelsachsen sowie Käbschütztal, Lommatzsch und Klipphausen im Landkreis Meißen.
| Döbeln      | Lommatzsch                                  | Käbschütztal |
| Roßwein     | Kompassrose, die auf Nachbargemeinden zeigt | Klipphausen  |
| Striegistal | Großschirma                                 | Reinsberg    |

### Stadtgliederung
Nossen gliedert sich seit dem 1. Januar 2014 nach der Eingemeindung von Ketzerbachtal und Leuben-Schleinitz in die nachfolgenden Ortsteile. Seit 1. Juli 2014 lautet die Anschrift 01683 Nossen. Einige mehrfach auftretende Straßennamen mussten dafür umbenannt werden.
- Abend (K)
- Augustusberg (N)
- Badersen (L)
- Bodenbach (K)
- Deutschenbora (N)
- Dobschütz (L)
- Elgersdorf (N)
- Eula (Ober- und Niedereula) (N)
- Eulitz (L)
- Gallschütz (K)
- Gohla (N)
- Göltzscha (N)
- Graupzig (L)
- Gruna (K)
- Heynitz (N)
- Höfgen (K)
- Ilkendorf (N)
- Karcha (K)
- Katzenberg (N)
- Klessig (K)
- Kottewitz (N)
- Kreißa (K)
- Leippen (K)
- Leuben (L)
- Lossen (L)
- Lösten (K)
- Mahlitzsch (N)
- Mergenthal (N)
- Mertitz (L)
- Mettelwitz (L)
- Mutzschwitz (K)
- Neubodenbach (K)
- Nossen (N)
- Noßlitz (K)
- Oberstößwitz (K)
- Perba (L)
- Pinnewitz (K)
- Praterschütz (L)
- Priesen (K)
- Pröda (L)
- Radewitz (N)
- Raßlitz (L)
- Raußlitz (K)
- Rhäsa (K)
- Rüsseina (K)
- Saultitz (K)
- Schänitz (K)
- Schleinitz (L)
- Schrebitz (K)
- Stahna (K)
- Starbach (K)
- Wahnitz (L)
- Wauden (L)
- Wendischbora (N)
- Wolkau (K)
- Wuhsen (N)
- Wunschwitz (N)
- Zella (N)
- Zetta (K)
- Ziegenhain (K)

Legende:
- (N): Bis 31. Dezember 2013 bisherige Stadt Nossen
- (K): Bis 31. Dezember 2013 Gemeinde Ketzerbachtal
- (L): Bis 31. Dezember 2013 Gemeinde Leuben-Schleinitz

## Geschichte

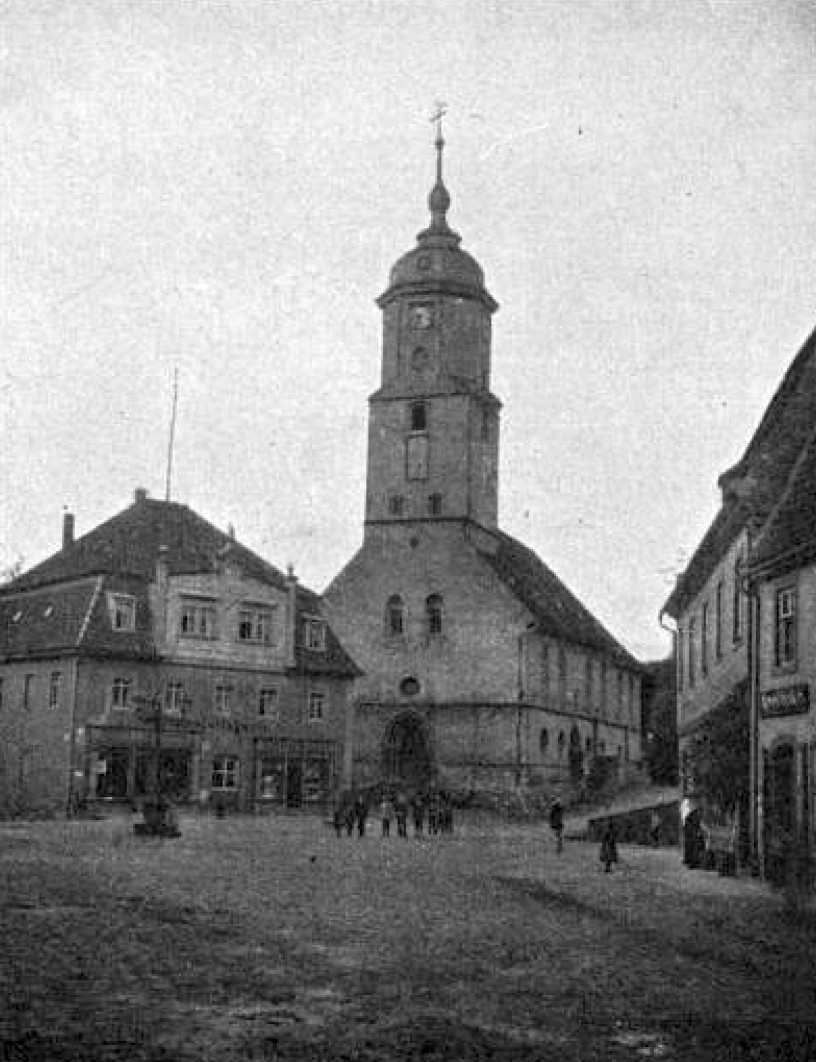
Nossener Markt mit Kirche um 1900

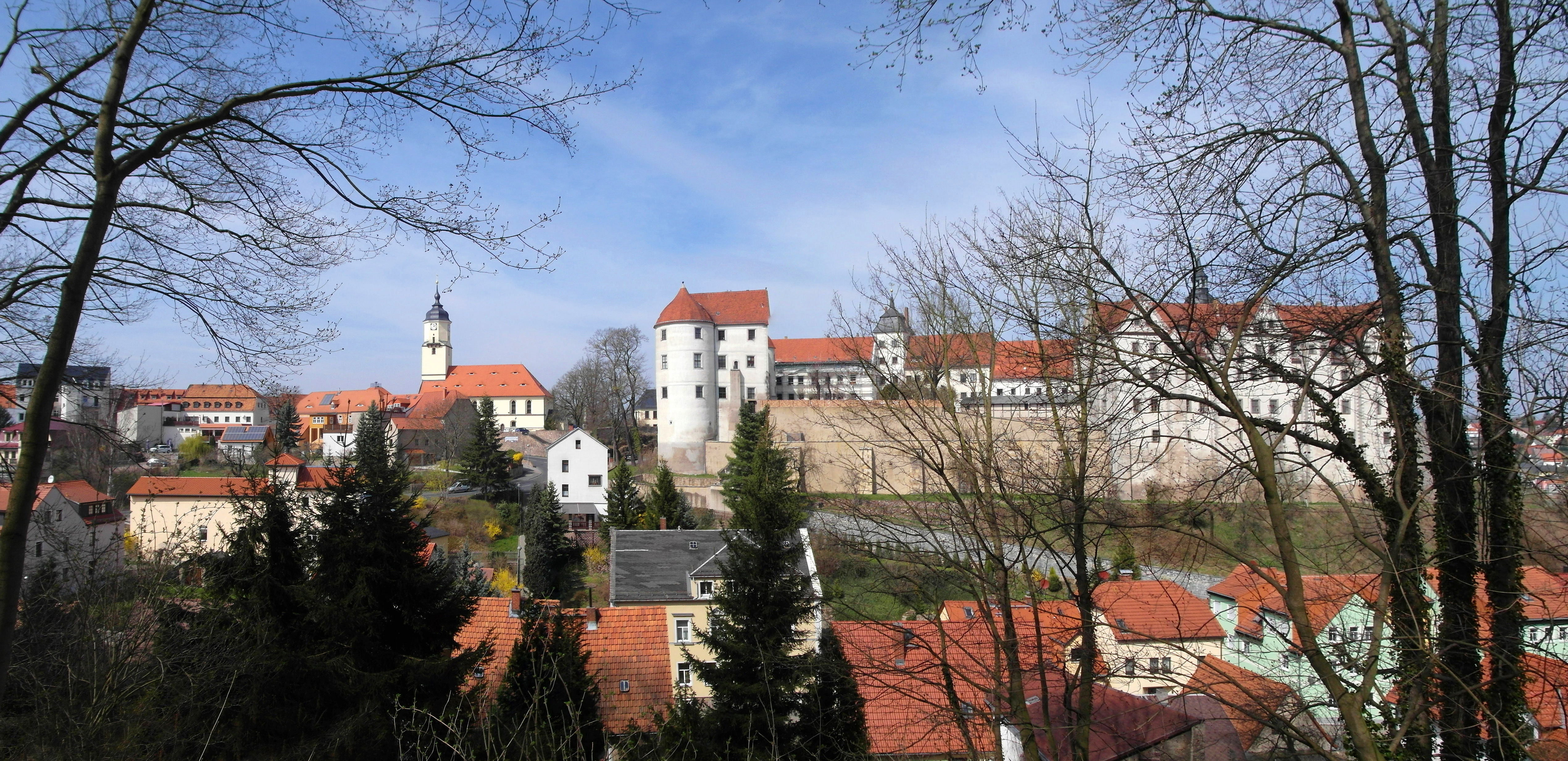
Sicht auf Nossen mit Kirche und Schloss

Nossen wurde erstmals 1185 indirekt urkundlich als ein Herrensitz des Ritters Petrus de Nozin erwähnt. Er hatte das Land vom Bischof von Meißen zu Lehen. Unbekannt ist, ob die Ritter von Nozin damals auf dem Rodigt, einer slawischen Wallanlage auf einer Anhöhe in Nossen ihren Sitz hatten, oder sie bereits eine Burg auf dem Schlossberg bewohnten.
Im Jahr 1264 ist eine Kirche in Nossen erwähnt. Burg und Ort gingen 1315 in den Besitz der Bischöfe von Meißen über, 1436 in den Besitz des Klosters Altzella. Nach den Silberfunden in Freiberg wurde auch um Nossen Bergbau betrieben (im Tal der Freiberger Mulde, nahe dem Kloster sowie im Zellwald). 1899 wurde der Bergbau eingestellt.
Nachdem 1540 der Klosterbesitz säkularisiert worden war, wurde der umfangreiche Besitz bis zur Gründung des Amtes Nossen im Jahr 1555 im Auftrag des Kurfürsten weiterhin unter Federführung ehemaliger Klosterinsassen verwaltet. Wenige Dörfer aus dem vorherigen Klosterbesitz kamen zum Kreisamt Freiberg. Im Jahr 1565 wurde die heutige Kirche nach einem Großbrand mit den Steinen des Klosters gebaut. Im Jahr 1664 erhielt Nossen das Stadtrecht.
In der zweiten Hälfte des 19. Jahrhunderts wurde Nossen regional bedeutsamer Eisenbahnknoten: 1868 wurden die Eisenbahnlinien von Dresden–Meißen–Nossen–Döbeln–Leipzig, 1873 nach Freiberg (Zellwaldbahn / Bahnstrecke Nossen–Moldau), 1880 nach Riesa (Bahnstrecke Riesa–Nossen) sowie 1899 nach Wilsdruff (Wilsdruffer Schmalspurbahnnetz) eröffnet.
Ab 1871 entstanden Leder- und Waagenfabriken und 1896 die Zelluloidpuppenfabrik Buschow & Beck. Unter dem Bürgermeister Johann Christian Eberle (Amtszeit 1898–1919) folgte ein wirtschaftlicher Aufschwung. Besondere Verdienste erwarb er sich bei der Durchsetzung der Girokassen – er war 1. Vorsitzender des Sparkassen-Verbandes. In seine Amtszeit fiel auch der Neubau des Rathauses 1914/1915.

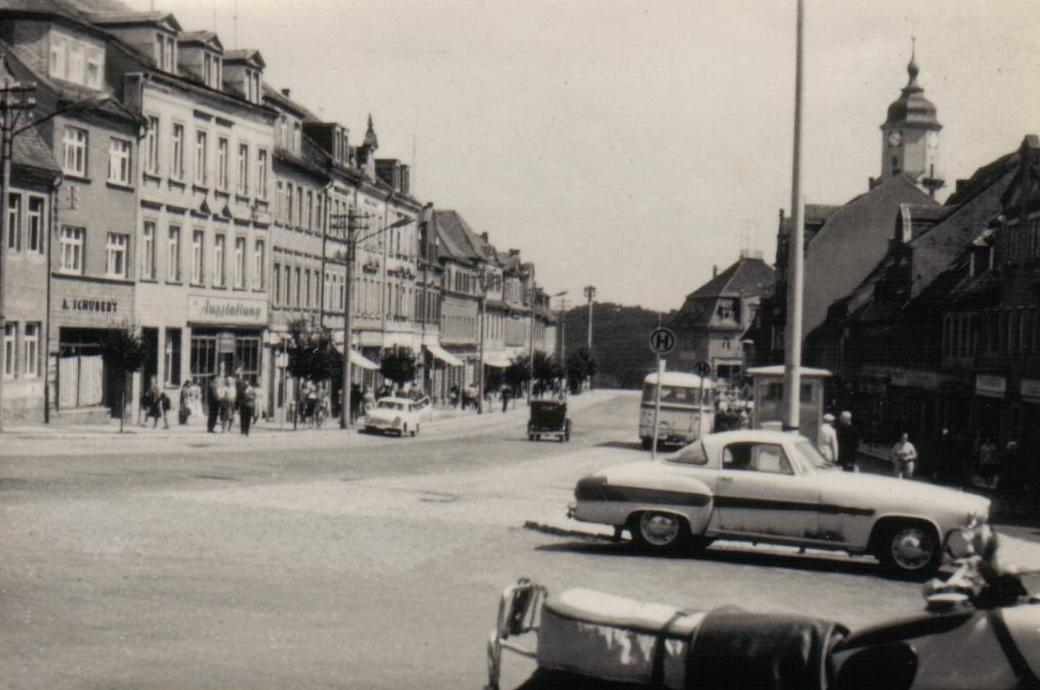
Nossener Markt um 1965, Wartburg 313

In den Jahren 1944 und 1945 befand sich im Pitzschebachtal vor dem Klosterpark Altzella das Außenlager Nossen/Roßwein des KZ Flossenbürg, von dem aus 650 KZ-Häftlinge in den Metallbetrieben Fa. E.Warsitz, Nossen (Nowa-Gesellschaft) und in den Press- und Schmiedewerken E.Broier (Ebro-Werke), Roßwein, Zwangsarbeit in der Rüstungsproduktion verrichten mussten. Auf dem Todesmarsch Richtung KZ Theresienstadt am 14. April 1945 starben mindestens 67 dieser Häftlinge.
Am 6. Mai 1945 gegen 16 Uhr wurde die Stadt von der aus Richtung Lommatzsch anrückenden Roten Armee besetzt. Kurz vor ihrem Einmarsch sprengte die Wehrmacht die Eisenbahnbrücke und die Straßenbrücke unterhalb des Schlosses (Pöppelmannbrücke). Die Sprengung der südöstlich gelegenen Autobahnbrücke Siebenlehn konnte hingegen von Reinhold Ehrlich, dem damaligen Wirt des Huthauses, einer Ausflugsgaststätte im Tal unter der Brücke, am 5. Mai 1945 verhindert werden.

### Etymologie und Schreibweisen des Ortsnamens
Nossen hat seinen Namen von einem Geschlecht derer von Nossen, das hier in bischöflichem Auftrag einen Streifen Landes mit Bauern besiedelte. Der Name, wahrscheinlich auch das Geschlecht der Herren von Nossen, ist slawischer Herkunft. Das Wort wird aus dem Sorbischen „Nosno“ (nos = nase) abgeleitet, was mit „Siedlung an einer vorspringenden Felsnase“ übersetzt werden kann. Die auch mögliche Übersetzung „Nasenberg“ wird nahegelegt, wenn man den Rodigt aus südöstlicher Richtung z. B. von der Autobahn 4 betrachtet.
Bis in die zweite Hälfte des 19. Jahrhunderts gab es keine einheitliche Deutsche Rechtschreibung. Das zeigt sich auch bei den verschiedenen Schreibweisen des Namens von Nossen. Trotz der unterschiedlichen Schreibweisen wurden sie alle fast gleich ausgesprochen. In der ersten schriftlichen Überlieferung von 1185 wird ein Petrus von Nozin genannt.
Die heute geläufige Schreibweise „Nuzzin“ (bzw. Ritter von Nuzzin) für das historische Nossen, S. 29 geht vermutlich auf die Geschichtsliteratur des 19. Jahrhunderts zurück. Ob sie sich auch in zeitgenössischen Quellen findet, ist fraglich.
Folgende historischen Namensformen sind urkundlich belegt:
| 1185: | Petrus de Nozin |
| 1197: | Noscin          |
| 1218: | Nozzin          |
| 1228: | Nuzin           |
| 1373: | Nussin          |
| 1403: | Nussen          |
| 1432: | Nossin          |
| 1529: | Nossaw          |
| 1552: | Nossen          |
| 1553: | Nossa           |

### Gedenkstätten
- Grabstätte am Weg zur Schäferei des Ortsteiles Heynitz für einen sowjetischen Kriegsgefangenen, der im April 1945 ermordet wurde
- Gedenkstein im Nordwestteil des Nossener Friedhofs an der Freiberger Straße für 87 Opfer des KZ-Außenlagers

### Eingemeindungen
Im Mai 2012 wurden Überlegungen bekanntgegeben, die Nachbargemeinde Reinsberg mit Nossen zusammenzuschließen. Hierfür wäre allerdings ein Kreiswechsel notwendig, der der Zustimmung des sächsischen Innenministeriums bedurft hätte. Nach der Ablehnung durch das Innenministerium wurde eine Fusion mit den Gemeinden Ketzerbachtal und Leuben-Schleinitz zum 1. Januar 2014 beschlossen.
| Ehemalige Gemeinde bzw. Gutsbezirk | Datum             | Anmerkung                                                                                       |
| ---------------------------------- | ----------------- | ----------------------------------------------------------------------------------------------- |
| Augustusberg (früher Keseberg)     | 1. November 1935  |                                                                                                 |
| Deutschenbora                      | 1. Januar 1996    |                                                                                                 |
| Eula                               | 1. Oktober 1973   |                                                                                                 |
| Heynitz                            | 1. Januar 2003    |                                                                                                 |
| Ketzerbachtal                      | 1. Januar 2014    |                                                                                                 |
| Leuben-Schleinitz                  | 1. Januar 2014    |                                                                                                 |
| Zella                              | 1. November 1935  |                                                                                                 |
| Zella (Kammergut) mit Kummersheim  | 11. Dezember 1948 | Umgliederung des Ortsteils Kummersheim am 1. Juli 1950 nach Marbach (jetzt: OT von Striegistal) |

Am 1. Dezember 1939 wurden Teile von Rhäsa (mit 3 Bewohnern) nach Nossen umgegliedert.
| Ehemalige Gemeinde bzw. Gutsbezirk | Datum                                            | Anmerkung                                                                                 |
| ---------------------------------- | ------------------------------------------------ | ----------------------------------------------------------------------------------------- |
| Abend                              | 1. November 1935                                 | Eingemeindung nach Rüsseina                                                               |
| Badersen                           | 1. November 1935                                 | Eingemeindung nach Pröda                                                                  |
| Bodenbach (mit Neubodenbach)       | 1. November 1935                                 | Eingemeindung nach Rhäsa                                                                  |
| Dobschütz                          | 1. November 1935                                 | Eingemeindung nach Pröda                                                                  |
| Elgersdorf                         | 1. November 1935                                 | Eingemeindung nach Deutschenbora                                                          |
| Eulitz                             | 1. November 1935                                 | Eingemeindung nach Leuben                                                                 |
| Gallschütz                         | 1858                                             | Eingemeindung nach Zetta                                                                  |
| Göltzscha                          | 1. November 1935                                 | Eingemeindung nach Ilkendorf                                                              |
| Gohla                              | 1. November 1935                                 | Eingemeindung nach Ilkendorf                                                              |
| Grabischau (Grabisch Mühle)        | 1. Mai 1839                                      | Eingemeindung nach Saultitz (Im Zuge der Umsetzung der Landgemeindeordnung Sachsen 1838)  |
| Graupzig                           | 1. November 1935                                 | Eingemeindung nach Leuben                                                                 |
| Gruna                              | 1. November 1935                                 | Eingemeindung nach Rhäsa, ohne Lindigtvorwerk                                             |
| Höfgen                             | 1. August 1973                                   | Eingemeindung nach Ziegenhain                                                             |
| Ilkendorf                          | 1. Januar 1973                                   | Eingemeindung nach Heynitz                                                                |
| Karcha                             | 1. November 1935                                 | Eingemeindung nach Raußlitz                                                               |
| Katzenberg                         | 1. November 1935                                 | Eingemeindung nach Ilkendorf                                                              |
| Klessig                            | 1. November 1935                                 | Eingemeindung nach Rüsseina                                                               |
| Kottewitz                          | 1. November 1935                                 | Eingemeindung nach Heynitz                                                                |
| Kreißa                             | 1. November 1935                                 | Eingemeindung nach Raußlitz                                                               |
| Leippen                            | 1. November 1935                                 | Eingemeindung nach Ziegenhain                                                             |
| Leuben                             | 1. Januar 1993                                   | Zusammenschluss mit Schleinitz zu Leuben-Schleinitz                                       |
| Lindigt                            | 1. Mai 1839                                      | Eingemeindung nach Leippen (Im Zuge der Umsetzung der Landgemeindeordnung Sachsen 1838)   |
| Lindigtvorwerk                     | 1. November 1935                                 | Umgliederung von Gruna nach Ilkendorf                                                     |
| Lösten                             | um 1861                                          | Eingemeindung nach Leippen                                                                |
| Lossen                             | 1. November 1935                                 | Eingemeindung nach Schleinitz                                                             |
| Mahlitzsch                         | 1. November 1935                                 | Eingemeindung nach Wendischbora                                                           |
| Mergenthal                         | 1. November 1935                                 | Eingemeindung nach Deutschenbora                                                          |
| Mertitz                            | 1. November 1935                                 | Eingemeindung nach Wahnitz                                                                |
| Mettelwitz                         | 1. November 1935                                 | Eingemeindung nach Wahnitz                                                                |
| Mutzschwitz                        | 1. November 1935                                 | Eingemeindung nach Höfgen                                                                 |
| Neugohla                           | 1. Februar 1936                                  | Umgliederung des Ortsteils von Ilkendorf nach Wendischbora                                |
| Niedereula                         | 1. November 1935                                 | Zusammenschluss mit Obereula zu Eula                                                      |
| Noßlitz                            | 1. November 1935                                 | Eingemeindung nach Rüsseina                                                               |
| Obereula                           | 1. November 1935                                 | Zusammenschluss mit Niedereula zu Eula                                                    |
| Oberstößwitz                       | 1. November 1935                                 | Eingemeindung nach Raußlitz                                                               |
| Pinnewitz                          | 1. November 1935                                 | Eingemeindung nach Raußlitz                                                               |
| Praterschütz                       | 1. November 1935                                 | Eingemeindung nach Pröda                                                                  |
| Priesen                            | 1. November 1935                                 | Eingemeindung nach Rüsseina                                                               |
| Pröda                              | 1. Juli 1950                                     | Eingemeindung nach Schleinitz                                                             |
| Radewitz                           | 1. November 1935                                 | Eingemeindung nach Ilkendorf                                                              |
| Raßlitz                            | 1. November 1935                                 | Eingemeindung nach Leuben                                                                 |
| Raußlitz                           | 1. Januar 1994                                   | Zusammenschluss mit Rüsseina und Ziegenhain zu Ketzerbachtal                              |
| Rhäsa                              | 1. März 1994                                     | Eingemeindung nach Ketzerbachtal                                                          |
| Rüsseina                           | 1. Januar 1994                                   | Zusammenschluss mit Raußlitz und Ziegenhain zu Ketzerbachtal                              |
| Saultitz                           | 1. November 1937                                 | Umbenennung in Wolkau                                                                     |
| Schänitz                           | um 1861                                          | Eingemeindung nach Leippen                                                                |
| Schleinitz (mit Perba)             | 1. Januar 1993                                   | Zusammenschluss mit Leuben zu Leuben-Schleinitz                                           |
| Schrebitz                          | 1. November 1935                                 | Eingemeindung nach Raußlitz                                                               |
| Stahna                             | 1. November 1935                                 | Eingemeindung nach Rüsseina                                                               |
| Starbach                           | 1. März 1974                                     | Eingemeindung nach Rüsseina                                                               |
| Wahnitz                            | 1. Mai 1974                                      | Eingemeindung nach Leuben                                                                 |
| Wauden                             | 1. November 1935                                 | Eingemeindung nach Schleinitz                                                             |
| Wendischbora (*)                   | 1. Januar 1973                                   | Eingemeindung nach Heynitz                                                                |
| Wolkau                             | 1. November 1935 1. November 1937 1. Januar 1973 | Eingemeindung nach Saultitz, Umbenennung von Saultitz in Wolkau, Eingemeindung nach Rhäsa |
| Wuhsen                             | 1. November 1935                                 | Eingemeindung nach Heynitz                                                                |
| Wunschwitz                         | 1. November 1935                                 | Eingemeindung nach Heynitz                                                                |
| Zetta                              | 1. November 1935                                 | Eingemeindung nach Raußlitz                                                               |
| Ziegenhain                         | 1. Januar 1994                                   | Zusammenschluss mit Raußlitz und Rüsseina zu Ketzerbachtal                                |

(*) Wendischbora hieß vom 1. November 1937 bis 1949 Altenbora.

### Einwohnerentwicklung
Entwicklung der Einwohnerzahl (siehe auch)
(ab 1998 jeweils Stand 31. Dezember):
| Jahr | Einwohnerzahl |
| ---- | ------------- |
| 1834 | 1.778         |
| 1885 | 3.945         |
| 1960 | 7.881         |
| 1990 | 6.999         |
| 1998 | 6.552         |
| 2000 | 6.487         |
| 2002 | 7.781         |
| 2004 | 7.626         |

| Jahr | Einwohnerzahl |
| ---- | ------------- |
| 2006 | 7.363         |
| 2009 | 7.142         |
| 2012 | 6.968         |
| 2013 | 6.960         |
| 2014 | 10.851(*)     |
| 2017 | 10.694        |
| 2019 | 10.524        |

Einwohnerentwicklung von Nossen von 1834 bis 2017 nach nebenstehender Tabelle. Zu den Sprüngen siehe Abschn. Eingemeindungen

(*) Ab 1. Januar Zusammenschluss mit Ketzerbachtal und Leuben-Schleinitz

## Politik
- SPD: 1
- Linke: 1
- UBL: 8
- UBN: 5
- CDU: 6
- AfD: 1

Die AfD kann 4 Sitze nicht besetzen. Der Stadtrat verkleinert sich entsprechend.

### Stadtrat
Nach der Stadtratswahl am 9. Juni 2024 verteilen sich die 22 Sitze des Nossener Stadtrates wie folgt auf die einzelnen Gruppierungen:
- Unabhängige Bürgerliste Nossen: 8 Sitze
- CDU: 6 Sitze
- AfD: 1 Sitz (vier Sitze bleiben mangels Kandidaten unbesetzt)
- Unabhängige Bürgervertretung Nossen: 5 Sitze
- SPD: 1 Sitz
- Linke: 1 Sitz

| Wahlvorschlag                       | 2024   | 2024   | 2019   | 2019   | 2014   | 2014   |
| Wahlvorschlag                       | Sitze  | in %   | Sitze  | in %   | Sitze  | in %   |
| ----------------------------------- | ------ | ------ | ------ | ------ | ------ | ------ |
| Unabhängige Bürgerliste Nossen      | 8      | 28,4   | 9      | 31,4   | –      | –      |
| CDU                                 | 6      | 24,3   | 6      | 22,7   | 11     | 38,6   |
| AfD                                 | 1      | 20,7   | 2      | 20,7   | –      | –      |
| Unabhängige Bürgervertretung Nossen | 5      | 19,1   | 4      | 16,9   | –      | –      |
| SPD                                 | 1      | 5,0    | 1      | 6,0    | 1      | 6,6    |
| Linke                               | 1      | 2,5    | 1      | 5,7    | 2      | 11,7   |
| UB Ketzerbachtal                    | –      | –      | –      | –      | 5      | 17,1   |
| Unabh. Bürgerv./Freie Wählerg.      | –      | –      | –      | –      | 4      | 15,7   |
| Freie BB Leuben-Schleinitz          | –      | –      | –      | –      | 1      | 6,0    |
| FDP                                 | –      | –      | –      | –      | 1      | 4,2    |
| Wahlbeteiligung                     | 67,2 % | 67,2 % | 61,6 % | 61,6 % | 45,1 % | 45,1 % |

### Bürgermeister

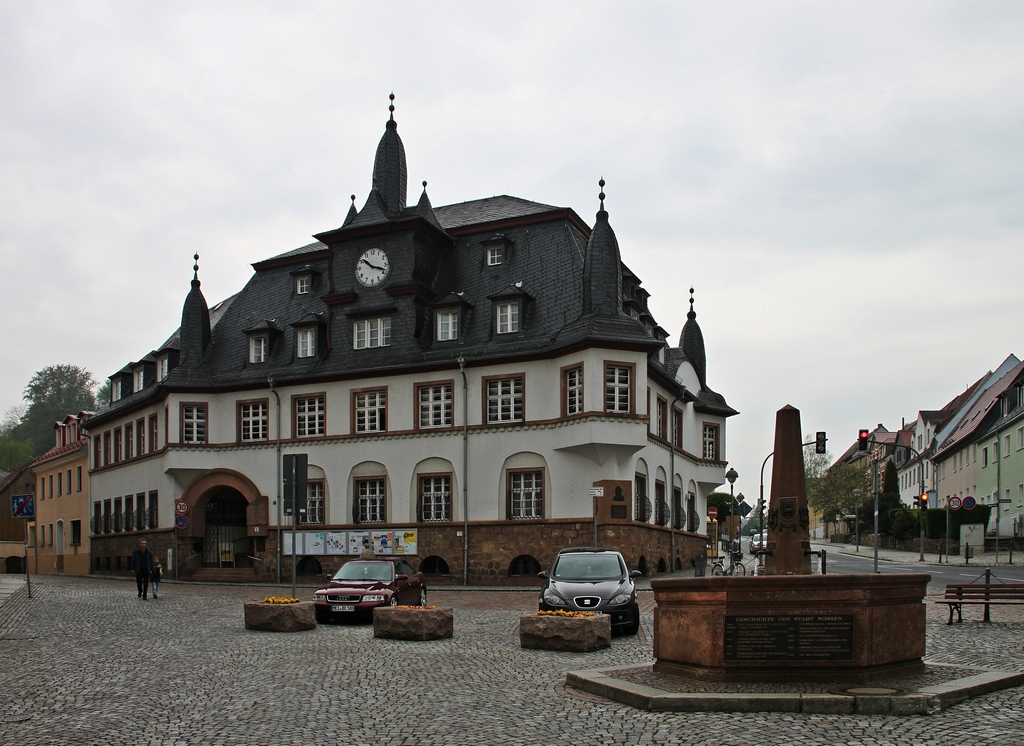
Blick auf das Rathaus (erbaut 1914–1917)

| Wahl | Bürgermeister              | Vorschlag | Wahlergebnis (in %) |
| ---- | -------------------------- | --------- | ------------------- |
| 2020 | Steffen Christian Bartusch | SPD       | 54,1                |
| 2013 | Uwe Anke                   | CDU       | 99,4                |
| 2006 | Uwe Anke                   | CDU       | 95,5                |
| 2003 | Hans Haubner               | CDU       | 99,3                |

### Wappen
Wappenbeschreibung: „In Silber drei bewurzelte rote Nussbäume.“ Sowohl Siegel als auch Wappen zeigen dieses Motiv seit 1680. Zu Beginn des 20. Jahrhunderts waren dies allerdings noch drei echte Baumabbildungen.

### Städtepartnerschaften
Nossen unterhält eine Partnerschaft mit der Gemeinde Alsheim in Rheinland-Pfalz.

### Öffentliche Finanzen
Durch die Eingliederung der Gemeinde Heynitz im Januar 2003 stieg der Nossener Schuldenstand von 5,735 Millionen Euro Anfang 2002 auf 8,693 Millionen Euro Anfang 2003. Seitdem ist die Stadtverwaltung bemüht, den Schuldenberg abzubauen. Am 31. Dezember 2008 lag die Verschuldung bei 4,642 Millionen Euro, Ende 2011 nur noch bei 3,069 Millionen Euro (bei konstant gebliebener Gewerbebesteuerung).

## Kultur und Sehenswürdigkeiten

### Museen

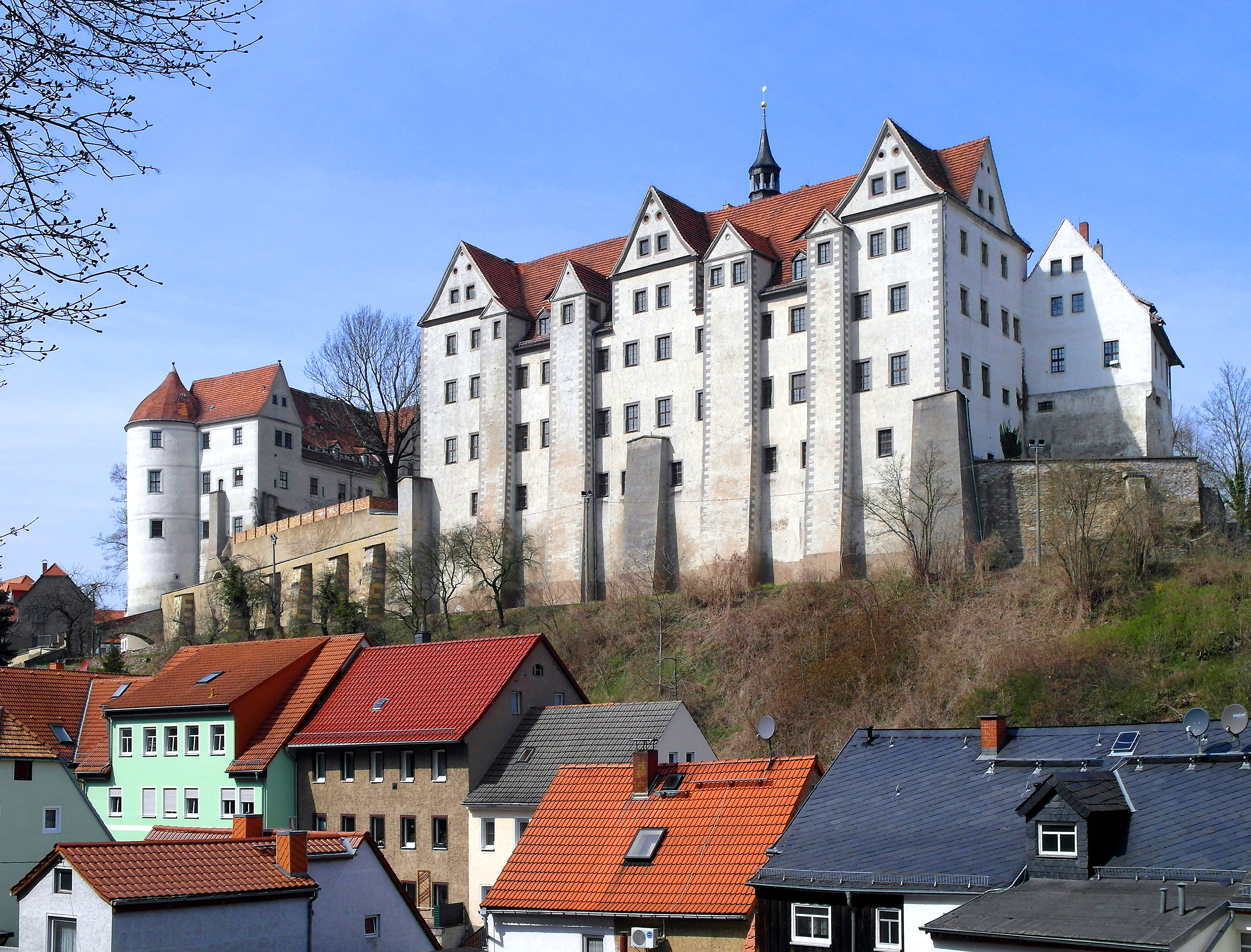
Schloss Nossen

Im Schloss Nossen befindet sich das Museum mit einer Dauerausstellung u. a. zur Geschichte des Amtes Nossen. Weiterhin gestaltet der Museumsverein gelegentliche Ausstellungen z. B. zur Geschichte der Stadt oder die Spielzeugausstellung.

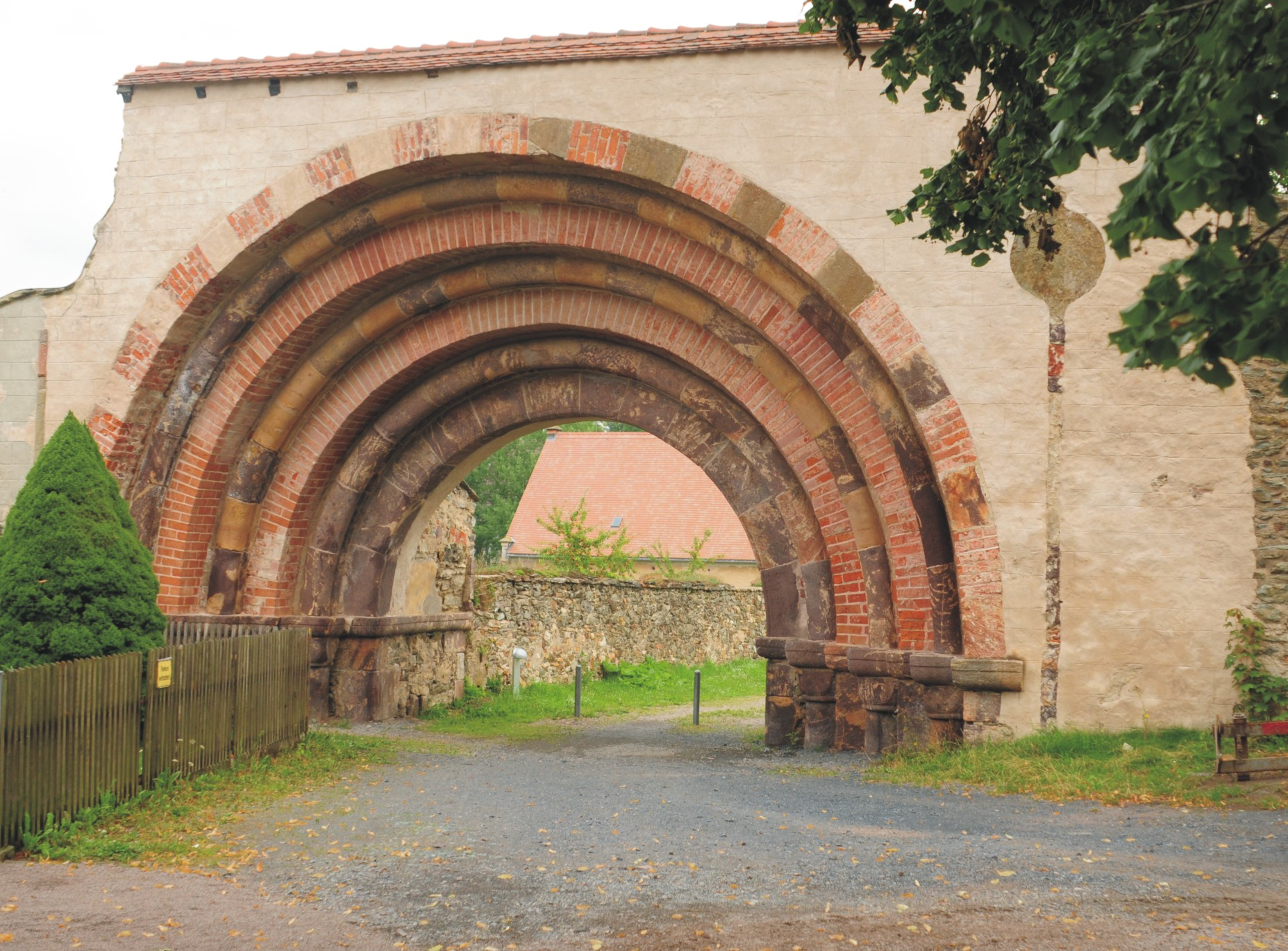
Romanisches Stufenportal des Klosters Altzella

Der Klosterpark Altzella kann im Sommerhalbjahr besichtigt werden. Hier gibt es eine Ausstellung zur Geschichte des Zisterzienserklosters, welches von 1162 bis 1540 existierte und das bedeutendste in Sachsen war. Die Gebäude des Klosters sind (bis auf das Konversenhaus und das romanische Klostertor) nur als Ruinen erhalten. Im 18. Jahrhundert wurde das Klostergelände im Stil eines Englischen Landschaftsgartens umgestaltet. In diesem Zusammenhang wurde u. a. an der Stelle de des Chores der ehemaligen Klosterkirche das Mausoleum für die hier bestatteten Wettiner angelegt. Das Konversenhaus ist in den letzten Jahren mit großem finanziellem Aufwand restauriert worden. Im Erdgeschoss befindet sich u. a. ein Lapidarium, das Obergeschoss wird als Ausstellungs- und Veranstaltungsraum genutzt.
Das Heimatmuseum Nossen gibt es seit 1905. Es wurde auf Initiative von Johann Christian Eberle begründet und war bis 1990 vorwiegend im Schloss Nossen untergebracht. Nachdem das Schloss in Landesbesitz überging, musste das Museum geschlossen werden. Seit 2011 hat es unweit des Marktes ein eigenes Domizil mit 14 Ausstellungsräumen. Ein Förderverein Heimatmuseum sorgt für die Ausgestaltung, Bewahrung und Ergänzung der Exponate.
Die Interessengemeinschaft Dampflok Nossen unterhält zahlreiche historische Schienenfahrzeuge, darunter Exemplare der Baureihen 35, 50, 52 und V 100 sowie die Minttürkis/Pastelltürkis/Lichtgrau lackierte Diesellokomotive 234 304.
Das Automuseum Nossen stellt alte Autos und Motorräder aus.

### Musik
Aus Nossen stammen die Death-Metal-Bands Musical Massacre (1988 gegründet) sowie Purgatory (1993).

### Bauwerke

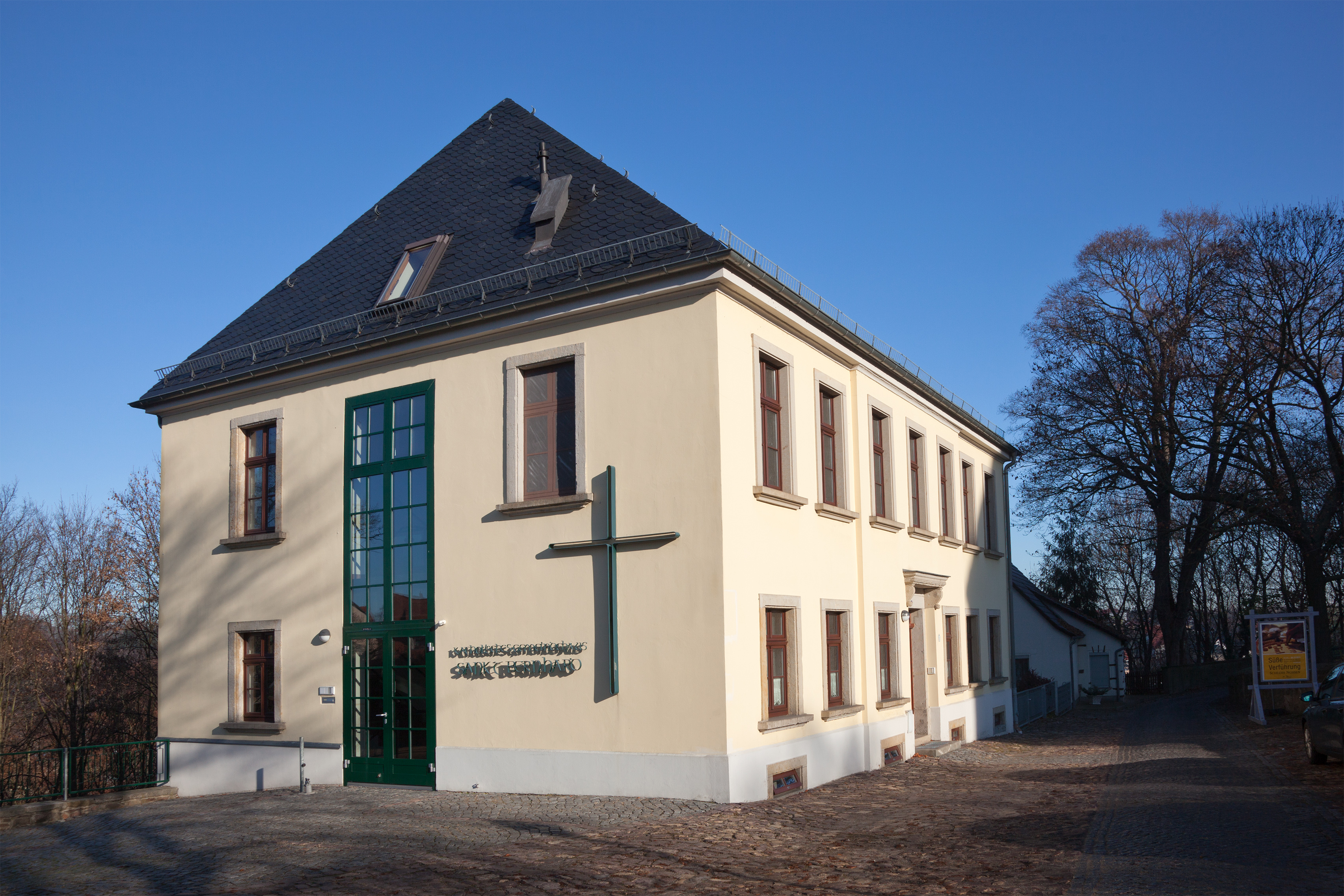
Katholische Kapelle

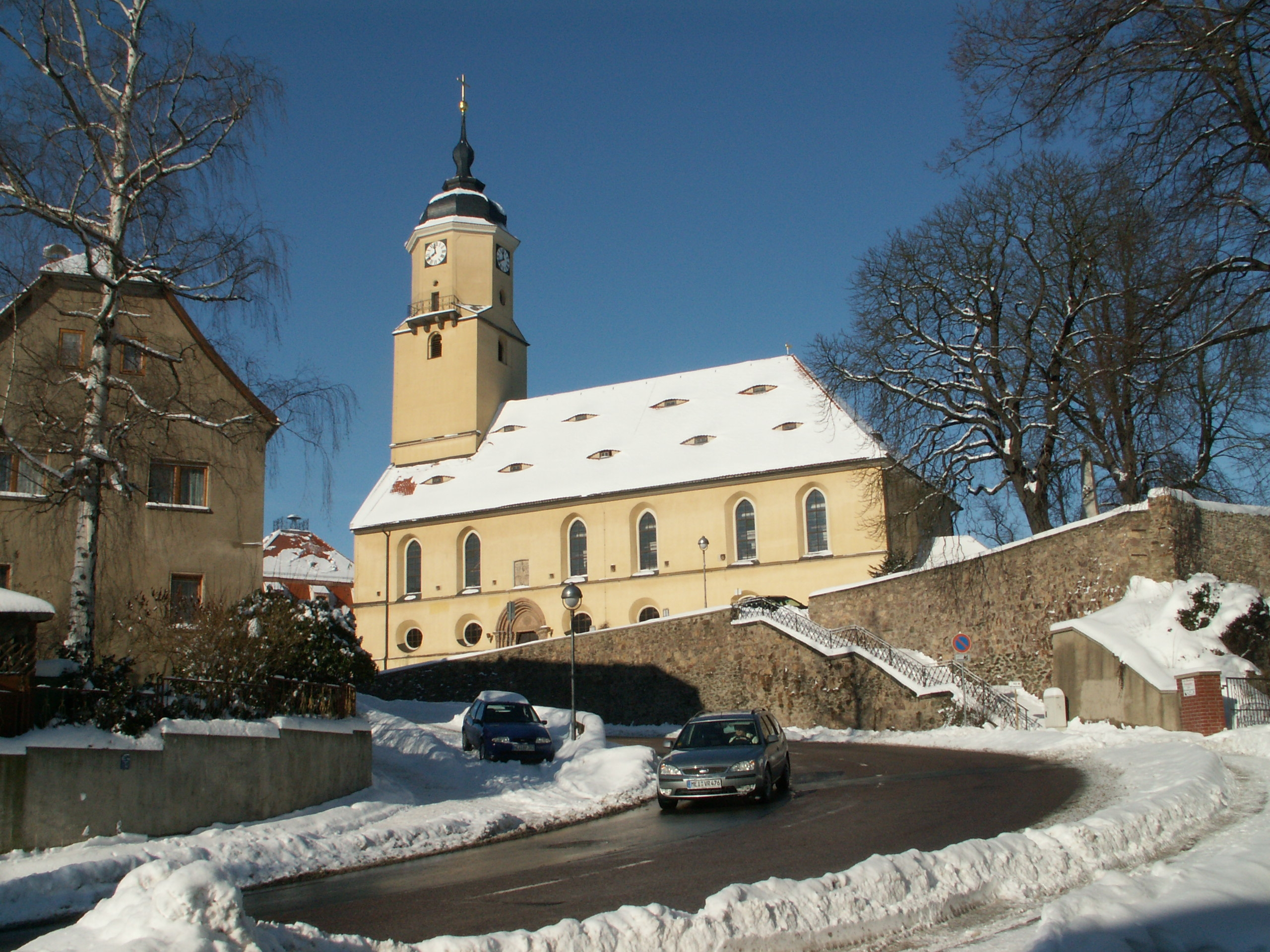
Kirche Nossen

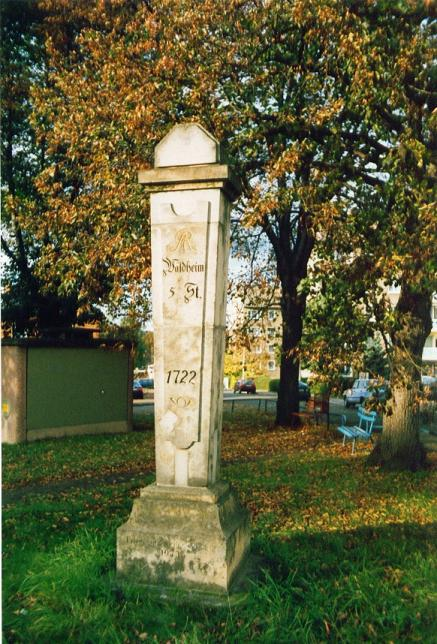
Kursächsische Halbmeilensäule von 1722 aus dem Ortsteil Eula an der Waldheimer Straße

Über der Stadt erhebt sich das Nossener Schloss, eine unregelmäßige Anlage mit einem überwiegend ovalen Hof. Das Schloss beherbergt auch das Heimatmuseum. Ein Turm des Schlosses, in dem sich ein altes Verlies befindet, wird Lips-Tullian-Turm genannt.
Zum Marktplatz hin liegt die Nossener Stadtkirche, ursprünglich ein Renaissancebau von 1565. Nach diversen Bränden in den Jahren 1577, 1618 und 1719 wurde sie beim Wiederaufbau stark verändert. Erhalten blieben zwei Portale des Klosters Altzella aus der ersten Hälfte des 13. Jahrhunderts. Weiterhin besitzt die Stadt eine katholische Kapelle.
Auf dem Untermarkt steht die Nachbildung der Kursächsischen Postdistanzsäule von 1727, an der Waldheimer Straße die teilrestaurierte kursächsischen Halbmeilensäule Nr. 14 von 1722 vom Postkurs Dresden–Nossen–Waldheim–Leipzig aus dem Ortsteil Eula und am ehemaligen Gasthof im Ortsteil Altzella die teilrestaurierte kursächsische Ganzmeilensäule Nr. 16 von 1727, deren ursprünglicher Standort Marbach-Dreierhäuser an der Poststraße Dresden–Nossen–Chemnitz war. Beide Postverbindungen führten in Nossen über die Muldenbrücke von Matthäus Daniel Pöppelmann.

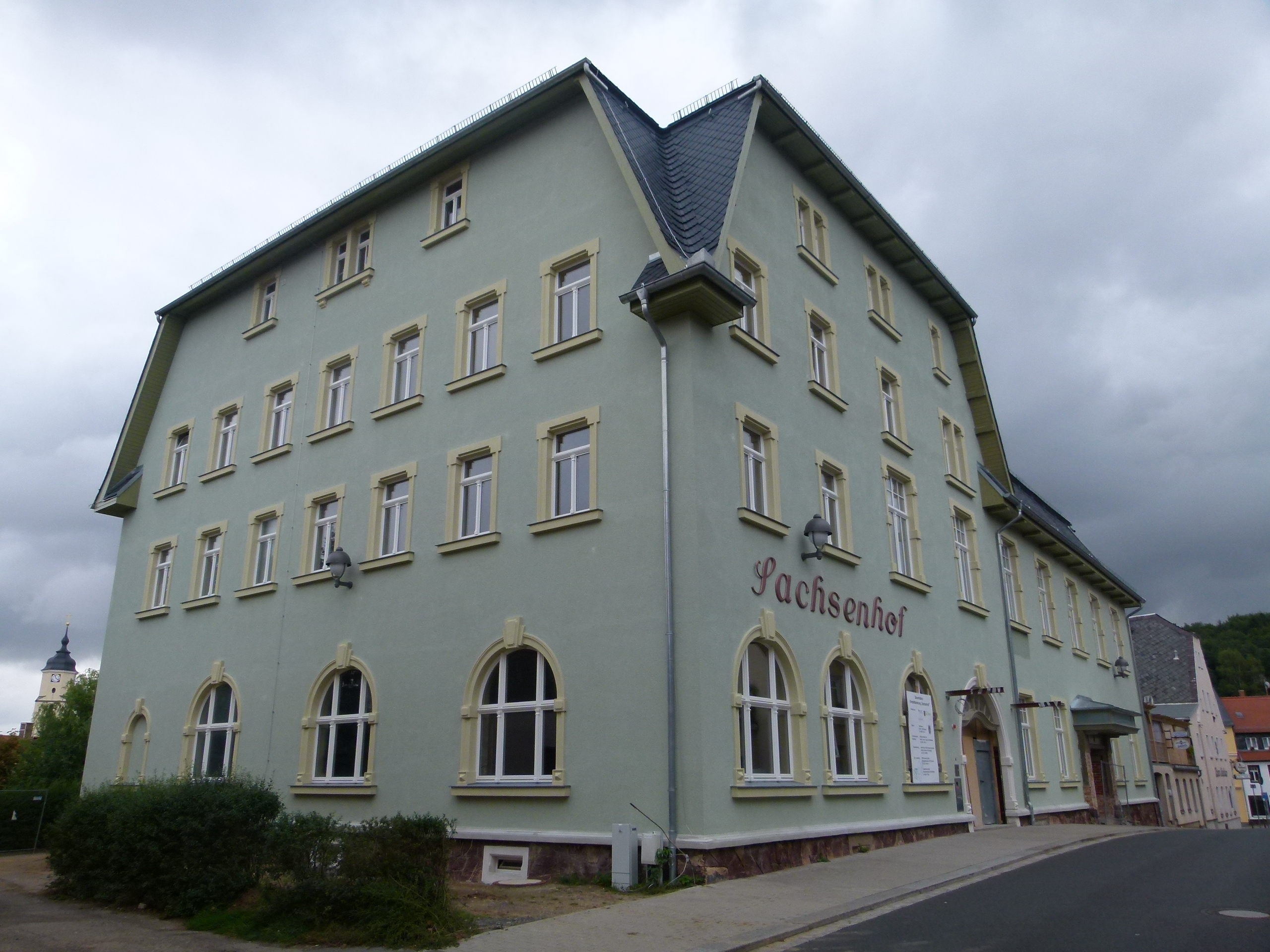
Sachsenhof

Im Sachsenhof Nossen befindet sich der größte erhaltene Saal in Jugendstildekoration des Kreises Meißen. Er wurde 1899 erbaut, brannte 1910 ab und wurde danach mit einem Festsaal wieder aufgebaut. Er beherbergte in seinen bisher besten Zeiten ein Hotel, ein Restaurant, die Jäger- und die Bauernstube (als Versammlungsräume) sowie ein Kino. Infolge von Erbstreitigkeiten wurde das Gebäude 1997 geschlossen. Im Ergebnis einer Bürgerbefragung vom 8. Juni 2008 hat die Stadt Nossen 2009 den Sachsenhof als Vereins- und Bürgerhaus sowie als Veranstaltungsstätte übernommen. Nach Bauarbeiten ab 2010 wurde das Haus 2012 neu eröffnet.
Der Rodigtturm, ein Aussichtsturm aus Stahl (erbaut von Herman Fritsche), wurde als nicht mehr begehbares Baudenkmal viele Jahre belassen und inzwischen abgerissen. 2019 wurde an gleicher Stelle ein neuer Turm errichtet und 2020 eröffnet. Dieser 29,9 m hohe Turm ist ebenfalls eine Stahlkonstruktion, deren Aussichtsplattform in 24,3 m Höhe liegt.
Im Ortsteil Deutschenbora wurde 2010 am Hirschfelder Weg der 2009 vom Staatsbetrieb Geobasisinformation ermittelte physikalische Schwerpunkt des Freistaates Sachsen markiert.
Nahe der Ortsteile Radewitz und Saultitz befindet sich die Radewitzer Höhe mit dem monumentalen Grabmal der ehemals ortsansässigen Familie Hänsel. Von hier aus hat man bei klarem Wetter einen schönen Rundblick auf weite Teile des ländlichen Gebietes der Stadt Nossen und darüber hinaus.

### Grünflächen und Naherholung
Der ehemalige Alte Friedhof wurde seit den 1970er Jahren als Stadtpark gestaltet. Ursprünglich sollte dieses Prestigeobjekt zum 30. Jahrestag der DDR 1979 eingeweiht werden. Dieses Ziel wurde aber nicht erreicht und die Gestaltung zog sich bis in die Nachwendezeit hinein. Im Stadtgebiet von Nossen gibt es weiterhin den Clara-Zetkin-Park und die „Hacke“ unterhalb des Schlosses.
Zu erwähnen ist ferner das Muldental, welches innerhalb des Landkreises Meißen auf einer Fläche von 991 Hektar als Landschaftsschutzgebiet (d 82) ausgewiesen ist.

### Sport
Der SV Lokomotive Nossen ist der städtische Sportverein. Träger war früher das Bahnbetriebswerk Nossen, seinerzeit durch den Eisenbahnknoten Nossen ein wichtiges Unternehmen in Nossen. Weiterhin ist die Abteilung Fußball noch heute aktiv, insbesondere im Kinder- und Jugendbereich.
Nossen hat seit 1907 ein Volksbad, die Schwimmer und Wasserballer aus Nossen waren auch bei Wettkämpfen erfolgreich. In den 1990er Jahren wurde das Freibad modernisiert und die Becken neu gebaut, aber das Schwimmbecken verkleinert. Beim Hochwasser der Freiberger Mulde im August 2002 wurde das Bad überschwemmt und schwer beschädigt, danach aber wieder hergerichtet. Der Muldentalsportplatz wurde, ebenfalls nach den Beschädigungen durch das 2002er Hochwasser, grundlegend modernisiert wieder hergerichtet, u. a. mit Flutlichtanlage. Die Gaststätte am Bad betreibt eine Bowling- und Kegelanlage.

### Regelmäßige Veranstaltungen
Der Gewerbeverein Nossen gestaltet jährlich am dritten Adventswochenende einen Weihnachtsmarkt.

## Wirtschaft und Infrastruktur

### Verkehr

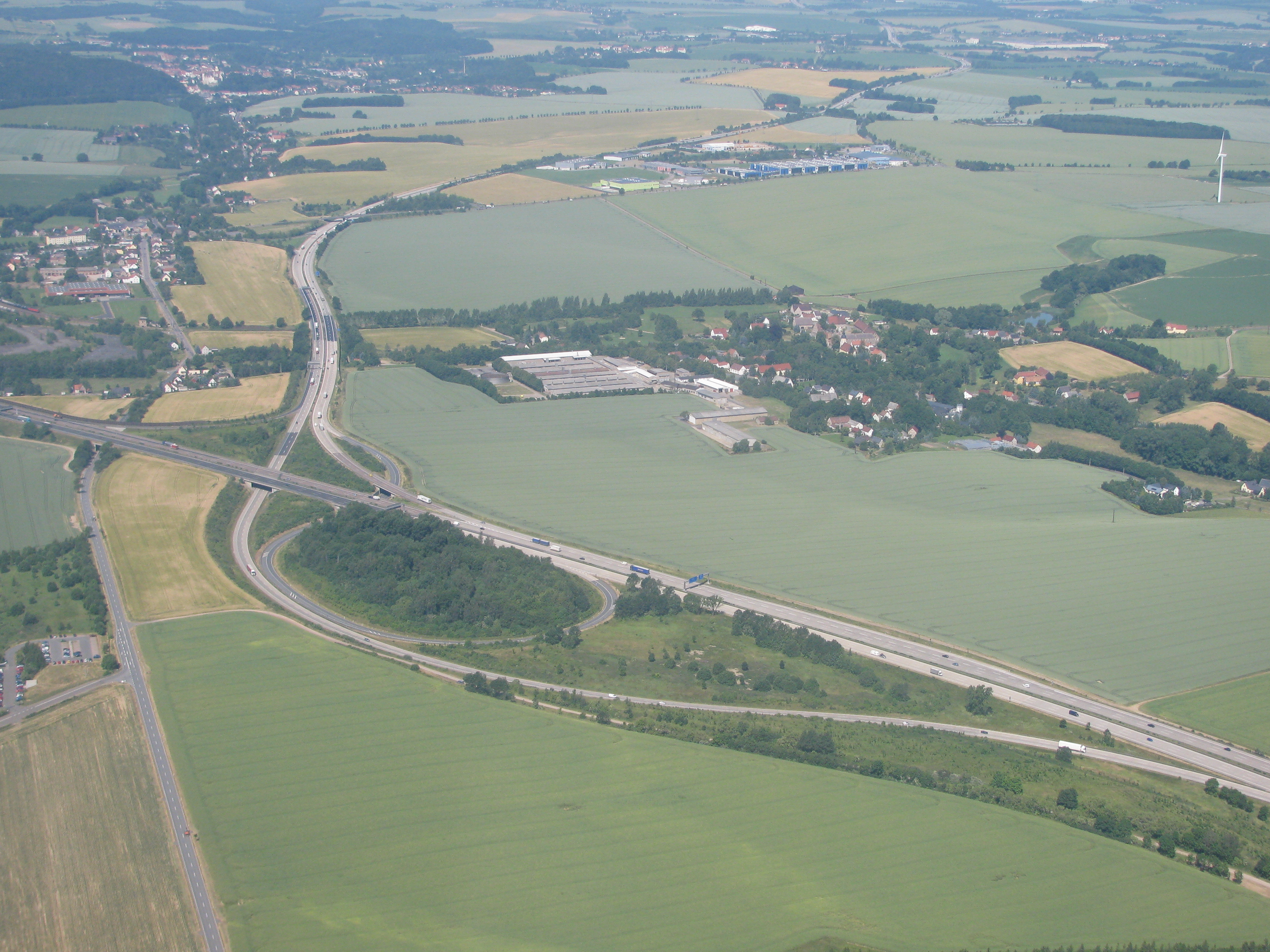
Autobahndreieck

Nossen liegt verkehrsgünstig zwischen der Bundesautobahn 4 und der A 14 sowie an der Bundesstraße 101. Die Stadt ist Anfangs- bzw. Endpunkt der Bundesstraße 175. Autobahnanschlussstellen gibt es bei Siebenlehn an die A 4 sowie bei Deutschenbora (Nossen-Ost) und Rhäsa (Nossen-Nord) an die A 14. Der nächstgelegene Flughafen ist der Flughafen Dresden.
Von dem einst umfangreichen Eisenbahnnetz ist heute nicht mehr viel übrig geblieben. Zuletzt verkehrten nur noch auf der Bahnstrecke Borsdorf–Coswig Regionalbahnen im Zweistundentakt, die am 12. Dezember 2015 ebenfalls eingestellt worden sind. Nach dem Hochwasser vom August 2002 war der Verkehr auf dem Streckenabschnitt von Nossen nach Großbothen bis 21. August 2004 eingestellt. Auf der Strecke Riesa–Nossen fahren werktäglich Güterzüge nur noch von Nossen nach Rhäsa Werkbahnhof. Auf der Zellwaldbahn von Nossen nach Freiberg durch den Zellwald finden nur einzelne Sonderfahrten statt. Alle bestehenden Bahnstrecken wurden vom privaten Eisenbahninfrastrukturunternehmen Nossen-Riesaer Eisenbahn-Compagnie übernommen. Bereits 1972 wurde die Schmalspurbahn Freital-Potschappel–Nossen stillgelegt.
Der Busverkehr wird durch die Verkehrsgesellschaft Meißen betrieben. Es bestehen so genannte Plusbus-Linien u. a. nach Dresden, Meißen und Döbeln.
Der Mulderadweg führt durch die Stadt.

### Ansässige Unternehmen
Im Jahr 1962 stellte man die Produktion der Waagenfabrik (NOWA, ein Zweigbetrieb der Oschatzer Waagenfabrik OWA) auf Einschubeinheiten der Elektrotechnik und Metallbälge („VEB Noremat Nossen“, Werk für Bauelemente der Regelungstechnik und Automatisierung) und 1970 der Puppenfabrik (Buschow & Beck, Markenzeichen Minerva) auf die Herstellung bestückter Leiterplatten und elektronischer Messgeräte (Clamann & Grahnert, später VEB Präcitronic (Stammbetrieb im Kombinat Präcitronic)) um. Diese Industriebetriebe wurden nach der Wiedervereinigung geschlossen. In Nossen befanden sich auch die „Haar- und Wollgarnspinnerei Nossen“ (im Volksmund: „Deckenfabrik“) und eine Eisengießerei.
In Alt-Zella war die Zentralstelle für Sortenwesen des Ministeriums für Landwirtschaft der DDR („Sortenamt“) angesiedelt. Dort wurde die Zulassung von Pflanzensorten für die DDR koordiniert. Nach der Wende wurde das Sortenamt in jeweils eine Zweigstelle des Bundessortenamtes (Prüfstelle Nossen) und in eine Zweigstelle des Sächsischen Landesamtes für Umwelt, Landwirtschaft und Geologie – Abteilung 7, Pflanzliche Erzeugung mit Versuchsstation (Sächsische Landesanstalt für Landwirtschaft Nossen) aufgeteilt. 2012 wurde ein neuer Gebäudekomplex mit sechs Häusern (Baukosten 6,5 Millionen Euro) eingeweiht.
Mauersberger & Fritsche (Mafrino) als Maschinenfabrik und der Mühlenbau Gebr. Jehmlich haben sich nach der politischen Wende erhalten, wenn auch kleiner als in der DDR. Die nach der Jahrhundertflut stark in Mitleidenschaft gezogene Nossener Sämischleder H. A. Müller GmbH produziert mittlerweile wieder Sämischleder für Kleidung, Handschuhe, Orthopädie, Musikinstrumentenbau und technische Zwecke.
In der Papierfabrik Nossen wurde Spezialpapier hergestellt (CeDo-Papierprodukte). Früher gab es dort zwei Stränge, einer für Schreibpapier und einer für Verpackung bis zum Toilettenpapier. Im Jahr 2007 wurde die letzte Papiermaschine stillgelegt. Jetzt wird dort nur noch Papier verarbeitet (Kaffeefilterproduktion). Nossen hatte früher eine eigene Brauerei in Augustusberg.
Das Bahnbetriebswerk Nossen war seinerzeit vor allem für die Unterhaltung von Dampflokomotiven bedeutsam, weil Nossen ein Eisenbahnknoten war. Heute werden dort mehrere Lokomotiven und Eisenbahnwagen noch aufbewahrt und unterhalten. Im BW Nossen wurde von 2004 bis 2012 die momentan schnellste betriebsbereite Dampflok der Welt unterhalten, die DR 18.201 des privaten Betreibers Dampf plus.
Aktuell hat Nossen im Süden fast direkt an der Bundesautobahn 4 („Augustusberg“) und im Norden an der A 14 („Heynitz Lehden“) gut florierende Gewerbegebiete.

### Bildung
Bis 1992 gab es in Nossen ein Institut für Lehrerbildung „Geschwister Scholl“ (IfL), welches 1955 gegründet wurde und die Tradition des 1856 gegründeten „Königlichen Lehrerseminars Nossen“ fortsetzte. Letzteres wurde von Freiberg nach Nossen verlegt und 1922 geschlossen, in der Zwischenzeit bis 1955 als Oberschule mit Abitur weitergeführt.
In Nossen gibt es eine Grundschule (eröffnet 1892, seit 1946 „Pestalozzi-Schule“, war während der DDR-Zeit Grundschule, Oberschule und Polytechnische Oberschule, seit 1992 nur noch Grundschule), eine Oberschule (eingeweiht 1979 als 2. Polytechnische Oberschule, ab 1984 Alfred-Haude-Oberschule, ab 1990 wieder 2. Oberschule Nossen, seit 1992 als Mittelschule Nossens, ab 1993 Dr.-Eberle-Schule), sowie ein Gymnasium (2006 wurde 150-jähriges Jubiläum der Einrichtung als Schule gefeiert, zunächst dem „Königlichen Lehrerseminar“ und dann während der Zeit der DDR dem IfL als Übungsschule zugehörig, erst nach der Wende 1992 neu als „Geschwister-Scholl-Gymnasium“ auf den Abschluss des Abiturs ausgerichtet).